# 永瀬忠志
永瀬 忠志（ながせ ただし、1956年（昭和31年）2月15日 - ）は、日本の冒険家。島根県出身。リヤカーマンの愛称で知られる。

## 略歴・人物
少年時代に自転車で20kmの小旅行を経験。この体験が自身の冒険の原点となる。18歳のとき自転車で海岸沿いに日本一周旅行に挑戦。
1975年大阪産業大学工学部機械工学科に入学、真冬でもタンクトップに作業服を羽織るだけで登校していた。
近年は工業高校の教員として働いている。
19歳のとき初めてリヤカーで日本徒歩縦断して以来、41年間で地球一周分に当たる4万7千kmを歩いた。2005年に植村直己冒険賞を受賞。また、2016年5月にはTBS系『クレイジージャーニー』に出演しこれまでの旅の映像などを公開、同放送は2016年5月度月間ギャラクシー賞を受賞している。
リヤカー旅の記録
- 1975年、日本縦断（約3200km）。
- 1978年、オーストラリア大陸横断開始。翌1979年達成（約4200km）。
- 1982年、アフリカ大陸縦断開始。翌1983年達成（約6700km）。
- 1987年、韓国縦断（約466km）。
- 1988年、スリランカ横断（約360ｋｍ）。
- 1988年、台湾縦断開始1989年達成（約536km）。
- 1989年、アフリカ大陸横断、サハラ砂漠縦断開始翌1990年達成。（約11100km).
- 1991年、ジャワ島横断開始途中断念。（約253km）。
- 1995年、マレー半島縦断（約408km）。
- 1996年、南インド横断（約562Km）。
- 1997年、パラワン島縦断（約414Kｍ）。
- 1998年、モンゴル縦断（約864Km）。
- 1999年、タイ北部横断（約596Kｍ）。
- 2000年、タクラマカン砂漠縦断（約590Km）。
- 2001年、カラハリ砂漠縦断（約591Km）。
- 2003年～2004年、南アメリカ大陸縦断（約8800km）
- 2005年、約30年ぶりに日本縦断（約3000km）
- 2006年、アマゾン縦断（約900km）。これにより南米大陸横断完全走破を達成する。
- 2007年、アタカマ砂漠、アンデス山脈横断（約975km）自身初の標高5000ｍ越えにいどむ。
- 2008年、ボルネオ島横断（約521Km）
- 2010年、ナミブ砂漠縦断（約761Km）
- 2014年、ラオス北部縦断（約311Km）
- 2015年、デスヴァレー縦断（約183Km）
- 2016年、ロンボク島一周（約218Km）

## エピソード
- 旅で使用するリヤカーは水・食料に加え寝具・食器・衣類・修理道具・予備の部品などでリヤカーを含めた総重量は200kgを超える。なお初代の「大左ェ門」を除き、歴代のリヤカーには「田吾作」という名がつけられている。通常サイズの「田吾作」シリーズのほか、さらに小型の「田吾作ジュニア」シリーズも存在する。
- 1982年アフリカ横断の際、リヤカー一式を盗まれ旅の中断を余儀なくされた。その７年後の1989年に再度アフリカ横断を目指し達成している。この旅では横断達成の後、更に北上を続け、サハラ砂漠を縦断し地中海に到達。地中海を渡り遂にはパリへと到達した。ケニアのモンバサを出発してから375日目のことであった。

## 著書
- 『GO!!豪大陸　田吾作号の冒険　オーストラリア大陸4200キロ リヤカー野郎徒歩横断 』（1982年、立風書房、ISBN 978-4651740126）
- 『田吾作、アフリカを行く―リヤカーで大陸横断6700キロ』（1986年、立風書房、ISBN 978-4651740140）
- 『リヤカーマン アフリカを行く―歩いてアフリカ大陸横断11000キロの大冒険 』（1991年、学習研究社、ISBN  978-4051019570）
- 『サハラてくてく記―リヤカーマン アフリカ大陸横断11,000キロ』（1994年、山と溪谷社、ISBN 978-4635280297）
- 『アジアてくてく記―足で旅した6200キロ』（1998年、山と溪谷社、ISBN 978-4635280396）
- 『リヤカーマン―徒歩で地球一周4万キロ (post card collection)』（2005年、スタジオワープ、ISBN 978-4860101008）
- 『リヤカーマン―地球一周4万キロを歩いた男』（2006年、毎日新聞社、ISBN 978-4620317878）
- 『リヤカーマン アンデスを越える―アタカマ砂漠、アンデス山脈越え1000キロ徒歩横断』（2008年、日本経済新聞出版社、ISBN 978-4532166472）
- 『リヤカーマン、歩いて世界4万キロ冒険記 』（2008年、学習研究社、ISBN 978-4052030161）
- 『絵本 リヤカーマンって知ってるかい?』（2016年、少年写真新聞社、ISBN 978-4879815866）
- 『リヤカーマンからの〝贈る言葉〟、１０代の君へ　―冒険家永瀬忠志・世界１周を歩いて―』（2019年、アメージング出版、ISBN 978-4909570918）

## 主なメディア出演
- おはよう川村龍一です　（MBSラジオ、複数回出演）
- ゴー傑P（MBSラジオ、複数回出演）
- 小籔×笑い飯の「土020」　（MBSラジオ、2019年8月3日）
- 天才てれびくんYOUスペシャル（NHK Eテレ、2019年9月5日）
- 有吉のお金発見 突撃!カネオくん（NHK総合テレビジョン、2025年3月15日）